# У Цзисюй
У Юнь (У Цзисюй, англ. Wu Zixu, кит. 伍子胥; помер 484 до н.е.) — полководець і політик імператорства У період Весни та Осені (722-481 рр. до н.е.). Після своєї смерті він перетворився на зразок вірності у китайській культурі. Він є найвідомішим історичним діячем із китайським прізвищем "У" (伍). Усі гілки клану У стверджують, що він був їхнім "першопредком".

## Класичні джерела
Історичні відомості про Ву містяться у знаменитих китайських класичних творах: "Записи великого історика" (史記; Shǐjì) Сима Цяня, "Мистецтво війни" Сунь-цзи та "Аннали Люй Бувея". Він згадується в "Гулян чжуань" і " Гуньян чжуань". Розповіді про нього різняться, що свідчить про значний вплив фольклору на образ його історичної особистісті.

## Біографічні відомості

### Раннє життя
У Цзисюй був другим сином У Ше,  вихователя наслідного принца Цзяня з держави Чу. У 522 році до н. Фей Уцзі, корумпований чиновник, був посланий до Цінь, щоб обрати наречену для принца. імператор Чу Пін отримав принцесу з держави Цінь як наречену для свого сина, але, побачивши її красу, вирішив залишити її собі. Фей Вуцзі, домігшись прихильності імператора, переконав імператора Піна, що У Ше і сам кронпринц почнуть повстання через те, що наречена буде з Цінь, і схилив імператора до рішення стратити У Ше. Перед смертю У Ше був змушений під тиском надіслати листа своїм синам, У Шаню (伍尚) та У Цзисюю, в якому просив їх приєднатися до нього в столиці. Хоча обидва розуміли, що це пастка, Ву Шан вирішив вирушити до столиці, щоб померти разом із батьком. У Цзисюй, пообіцявши помститися, утік у державу У.

### Втеча
У Цзисюй разом із сином принца Цзяня, принцом Шеном, сподівалися втекти до держави У. У Цзисюй, однак, був у розшуку. Імператор Пін також наказав дуже жорстко контролювати кордони країни, щоб зловити У Цзисюя. Коли У Цзисюй підійшов до Чжаогуаня (昭关), останнього з династії У, він звернувся за допомогою до лікаря Дунгао Гуна (东皋公), який впізнав у ньому сина У Ше. Дунгао Гун глибоко співчував долі У Цзисю і запропонував допомогти йому втекти через кордон.
Згідно з легендою, Дунгао Гун дав притулок У Цзисю у своєму будинку на тиждень. Під величезним стресом волосся У Цзисюя побіліло, а риси обличчя сильно постаріли. Зміни тим не менш стали благословенням, оскільки змінений зовнішній вигляд У Цзисюя допоміг йому втекти і відправитися до держави У.

### Напад на державу Чу
В державі У У Цзисюй став  радником принца Гуана і помог йому убити свого дядю[4] (або двоюродного брата, згідно "Записам Великого історика"), короля У Ляо. Принц Гуан обійняв трон і став відомий як король Хелюй з У.
В 506 до н.е., під час правління імператора Чжао з Чу, імператор Хелюй вирішив вторгнутися в Чу. імператор особисто очолив армію разом зі своїм молодшим братом Фугаєм, У Цзисюєм, а також Сунь Цзи, автором "Мистецтво війни". Хоча Чу мала сильну армію на чолі з Нанг Ва і Шень Іньшу, вона зазнала важкої поразки в битві при Бочжу. Чуський король Чжао втік у Суй, а армія У захопила Ін, столицю Чу. Увійшовши в Ін, У Цзисюй ексгумував труп імператора Піна і в помсту піддав його 300 ударам батогом.
Військова перемога призвела до того, що Цзисюй став герцогом Шень і отримав псевдонім Шеньсюй.

### Смерть
Бо Пі, чий дід також був несправедливо вбитий у Чу, прибув у державу У. Незважаючи на попередження про характер Бо Пі, Цзисюй рекомендував його королю У, який зробив Бо Пі міністром.
Після смерті імператора Хелюй У Цзисюй не заслужив на довіру імператора Фучаї, нового монарха У. У Цзисюй бачив довгострокову небезпеку короля Юе Гуцзяня і порадив королю завоювати цю державу. Однак король натомість послухав Бо Пі, який був підкуплений державою Юе. Стурбований безпекою королівства, У Цзисюй благав короля вжити заходів проти Юе, але його проігнорували. Король подарував У Цзисюю меч і наказав йому покінчити життя самогубством, обґрунтувавши це тим, що його поведінка була рівносильна саботажу. Перед самогубством У Цзисюй попросив короля Фучая вийняти йому очі після смерті і повісити їх на міських воротах, щоб він міг спостерігати за захопленням столиці армії Юе.
Через десять років після смерті У Цзисюя, як і пророкував У Цзисюй, Юеський імператор Гуцзянь завоював державу У. Зіткнувшись із загибеллю своєї держави, імператор Фучай покінчив життя самогубством. Він журився, що не прислухався до порад У Цзисюя, і закрив обличчя, вмираючи, тому що не наважився зустрітися з У в потойбіччї.